# Werner Kaegi
Werner Kaegi, né le 22 février 1901 à Oetwil am See et mort le 15 juin 1979 à Bâle, est un historien et écrivain suisse.

## Biographie
Auteur d'une biographie de Jacob Burckhardt en sept volumes, il a remporté le prix Gottfried Keller en 1954 et le prix Érasme en 1977.
Auteur d’une tribune pour le droit de vote des femmes en Suisse en 1956.